# Partecipanti al Grand Prix de Fourmies 2023
Elenco dei partecipanti al Grand Prix de Fourmies 2023.
Il Grand Prix de Fourmies 2023 è stato la novantesima edizione della corsa. Alla competizione presero parte 24 squadre: 10 con licenza UCI World Tour 2023, 10 UCI ProTeam e 4 UCI Continental Team.
Partenza con 165 ciclisti accreditati.

## Corridori per squadra
Nota: R ritirato, NP non partito, FT fuori tempo, SQ squalificato
| Lotto Dstny              | Lotto Dstny              | Lotto Dstny              | Alpecin-Deceuninck      | Alpecin-Deceuninck      | Alpecin-Deceuninck      | Soudal Quick-Step                 | Soudal Quick-Step                 | Soudal Quick-Step                 |
| ------------------------ | ------------------------ | ------------------------ | ----------------------- | ----------------------- | ----------------------- | --------------------------------- | --------------------------------- | --------------------------------- |
| N°                       | Ciclista                 | Clas.                    | N°                      | Ciclista                | Clas.                   | N°                                | Ciclista                          | Clas.                             |
| 1                        | Caleb Ewan               | R                        | 11                      | Mathieu van der Poel    | 88°                     | 21                                | Tim Declercq                      | 119°                              |
| 2                        | Cédric Beullens          | 26°                      | 12                      | Dries De Bondt          | 121°                    | 22                                | Fabio Jakobsen                    | 72°                               |
| 3                        | Frederik Frison          | 109°                     | 13                      | F. Van Den Bossche      | 74°                     | 23                                | Yves Lampaert                     | 110°                              |
| 4                        | Jacopo Guarnieri         | R                        | 14                      | Senne Leysen            | 79°                     | 24                                | Tim Merlier                       | 1°                                |
| 5                        | Axel De Lie              | 122°                     | 15                      | Lionel Taminiaux        | 49°                     | 25                                | Michael Mørkøv                    | 68°                               |
| 6                        | Liam Slock               | 105°                     | 16                      | Simon Dehairs           | 47°                     | 26                                | Florian Sénéchal                  | 89°                               |
| 7                        | Jarne Van de Paar        | R                        | 17                      | Siebe Roesems           | R                       | 27                                | Bert Van Lerberghe                | 70°                               |
| UAE Team Emirates        | UAE Team Emirates        | UAE Team Emirates        | Groupama-FDJ            | Groupama-FDJ            | Groupama-FDJ            | Cofidis                           | Cofidis                           | Cofidis                           |
| N°                       | Ciclista                 | Clas.                    | N°                      | Ciclista                | Clas.                   | N°                                | Ciclista                          | Clas.                             |
| 31                       | Mikkel Bjerg             | 41°                      | 41                      | Fabian Lienhard         | 112°                    | 51                                | Piet Allegaert                    | 102°                              |
| 32                       | Ryan Gibbons             | 38°                      | 42                      | Enzo Paleni             | 101°                    | 52                                | Bryan Coquard                     | 92°                               |
| 33                       | Felix Groß               | 128°                     | 43                      | Paul Penhoët            | 5°                      | 53                                | Christophe Noppe                  | 51°                               |
| 34                       | Álvaro Hodeg             | 8°                       | 44                      | Laurence Pithie         | 81°                     | 54                                | Alexis Renard                     | 35°                               |
| 35                       | Vegard Stake Laengen     | 69°                      | 45                      | Miles Scotson           | R                       | 55                                | Jelle Wallays                     | R                                 |
| 36                       | Matteo Trentin           | 24°                      | 46                      | Bram Welten             | 53°                     | 56                                | Max Walscheid                     | 18°                               |
| 37                       | Michael Vink             | 82°                      | 47                      | Thibaud Gruel           | R                       | 57                                | Ilan Larmet                       | 96°                               |
| Team Jayco AlUla         | Team Jayco AlUla         | Team Jayco AlUla         | AG2R Citroën Team       | AG2R Citroën Team       | AG2R Citroën Team       | Intermarché-Circus-Wanty          | Intermarché-Circus-Wanty          | Intermarché-Circus-Wanty          |
| N°                       | Ciclista                 | Clas.                    | N°                      | Ciclista                | Clas.                   | N°                                | Ciclista                          | Clas.                             |
| 61                       | Dylan Groenewegen        | 13°                      | 71                      | Pierre Gautherat        | 126°                    | 81                                | Niccolò Bonifazio                 | 6°                                |
| 62                       | Luke Durbridge           | R                        | 72                      | Lawrence Naesen         | 48°                     | 82                                | Aimé De Gendt                     | 93°                               |
| 63                       | Elmar Reinders           | 60°                      | 73                      | Oliver Naesen           | 50°                     | 83                                | Arne Marit                        | 9°                                |
| 64                       | Kelland O'Brien          | 98°                      | 74                      | Antoine Raugel          | 78°                     | 84                                | Madis Mihkels                     | 57°                               |
| 65                       | Campbell Stewart         | 62°                      | 75                      | Marc Sarreau            | 14°                     | 85                                | Baptiste Planckaert               | 117°                              |
| 66                       | Blake Quick              | R                        | 76                      | Bastien Tronchon        | 124°                    | 86                                | Gerben Thijssen                   | 2°                                |
| 67                       | Luka Mezgec              | 33°                      | 77                      | Jordan Labrosse         | 125°                    | 87                                | Roel Sintmaartensdijk             | 113°                              |
| Israel-Premier Tech      | Israel-Premier Tech      | Israel-Premier Tech      | Team Arkéa-Samsic       | Team Arkéa-Samsic       | Team Arkéa-Samsic       | Uno-X Pro Cycling Team            | Uno-X Pro Cycling Team            | Uno-X Pro Cycling Team            |
| N°                       | Ciclista                 | Clas.                    | N°                      | Ciclista                | Clas.                   | N°                                | Ciclista                          | Clas.                             |
| 91                       | Omer Goldstein           | 59°                      | 101                     | Arnaud Démare           | 7°                      | 111                               | Alexander Kristoff                | 4°                                |
| 92                       | Mason Hollyman           | 87°                      | 102                     | David Dekker            | 127°                    | 112                               | Søren Wærenskjold                 | 16°                               |
| 93                       | Giacomo Nizzolo          | 21°                      | 103                     | Donavan Grondin         | 80°                     | 113                               | Jonas Abrahamsen                  | 100°                              |
| 94                       | Jens Reynders            | 55°                      | 104                     | Daniel McLay            | 104°                    | 114                               | Marcus Sander Hansen              | R                                 |
| 95                       | Tom Van Asbroeck         | NP                       | 105                     | Amaury Capiot           | 114°                    | 115                               | Erlend Blikra                     | R                                 |
| 96                       | Rick Zabel               | 75°                      | 106                     | Alan Riou               | R                       | 116                               | William Blume Levy                | 111°                              |
| 97                       | Brady Gilmore            | 42°                      | 107                     | Clément Russo           | 106°                    | 117                               | Erik Resell                       | 97°                               |
| TotalEnergies            | TotalEnergies            | TotalEnergies            | Q36.5 Pro Cycling Team  | Q36.5 Pro Cycling Team  | Q36.5 Pro Cycling Team  | Tudor Pro Cycling Team            | Tudor Pro Cycling Team            | Tudor Pro Cycling Team            |
| N°                       | Ciclista                 | Clas.                    | N°                      | Ciclista                | Clas.                   | N°                                | Ciclista                          | Clas.                             |
| 121                      | Maciej Bodnar            | 107°                     | 131                     | Jack Bauer              | R                       | 141                               | Seb. Kolze Changizi               | 99°                               |
| 122                      | Émilien Jeannière        | 46°                      | 132                     | Fabio Christen          | 29°                     | 142                               | Simon Pellaud                     | 43°                               |
| 123                      | Lorrenzo Manzin          | R                        | 133                     | Corey Davis             | 20°                     | 143                               | Robin Froidevaux                  | 85°                               |
| 124                      | Sandy Dujardin           | 27°                      | 134                     | Tobias Ludvigsson       | 19°                     | 144                               | Petr Kelemen                      | 123°                              |
| 125                      | Jason Tesson             | 10°                      | 135                     | Cyrus Monk              | 39°                     | 145                               | Rick Pluimers                     | 22°                               |
| 126                      | Anthony Turgis           | 103°                     | 136                     | Matteo Moschetti        | 3°                      | 146                               | Miká Heming                       | 115°                              |
| 127                      | Lucas Boniface           | R                        | 137                     | Manuel Oioli            | 54°                     |                                   |                                   |                                   |
| Eolo-Kometa Cycling Team | Eolo-Kometa Cycling Team | Eolo-Kometa Cycling Team | Human Powered Health    | Human Powered Health    | Human Powered Health    | Corratec Selle Italia             | Corratec Selle Italia             | Corratec Selle Italia             |
| N°                       | Ciclista                 | Clas.                    | N°                      | Ciclista                | Clas.                   | N°                                | Ciclista                          | Clas.                             |
| 151                      | Davide Bais              | R                        | 161                     | Adam de Vos             | R                       | 171                               | Antonio Barać                     | R                                 |
| 152                      | Simone Bevilacqua        | R                        | 162                     | Gage Hecht              | 120°                    | 172                               | Antoine Debons                    | 108°                              |
| 153                      | Davide Piganzoli         | R                        | 164                     | Wessel Krul             | R                       | 173                               | Nicolás Tivani                    | 28°                               |
| 154                      | Javier Serrano           | 17°                      | 165                     | Scott McGill            | 36°                     | 174                               | Jan Stöckli                       | 77°                               |
| 155                      | Mirco Maestri            | 31°                      | 166                     | Gijs Van Hoecke         | 58°                     | 175                               | Simone Olivero                    | R                                 |
| 156                      | David Martín             | R                        |                         |                         |                         | 176                               | Charlie Quarterman                | R                                 |
| 157                      | Samuele Rivi             | 52°                      | 177                     | Andrij Ponomar          | 40°                     |                                   |                                   |                                   |
| Bingoal WB               | Bingoal WB               | Bingoal WB               | Team Flanders-Baloise   | Team Flanders-Baloise   | Team Flanders-Baloise   | Van Rysel-Roubaix Lille Metropole | Van Rysel-Roubaix Lille Metropole | Van Rysel-Roubaix Lille Metropole |
| N°                       | Ciclista                 | Clas.                    | N°                      | Ciclista                | Clas.                   | N°                                | Ciclista                          | Clas.                             |
| 181                      | Dorian De Maeght         | 116°                     | 191                     | Ruben Apers             | 30°                     | 201                               | Thomas Boudat                     | 63°                               |
| 182                      | Aaron Van der Beken      | 84°                      | 192                     | Lindsay De Vylder       | R                       | 202                               | Rait Ärm                          | 32°                               |
| 183                      | Luca De Meester          | 65°                      | 193                     | Vito Braet              | 25°                     | 203                               | Maxime Jarnet                     | 129°                              |
| 184                      | Karl Patrick Lauk        | 15°                      | 194                     | Tuur Dens               | R                       | 204                               | Samuel Leroux                     | 66°                               |
| 185                      | Ludovic Robeet           | 73°                      | 195                     | Vince Gerits            | R                       | 205                               | Jérémy Leveau                     | 67°                               |
| 186                      | Kenneth Van Rooy         | R                        | 196                     | Jules Hesters           | R                       | 206                               | Kenny Molly                       | 118°                              |
| 187                      | Nathan Vandepitte        | 12°                      | 197                     | Noah Vandenbranden      | R                       | 207                               | Norman Vahtra                     | 76°                               |
| St Michel-Mavic-Auber93  | St Michel-Mavic-Auber93  | St Michel-Mavic-Auber93  | CIC U Nantes Atlantique | CIC U Nantes Atlantique | CIC U Nantes Atlantique | Nice Métropole Côte d'Azur        | Nice Métropole Côte d'Azur        | Nice Métropole Côte d'Azur        |
| N°                       | Ciclista                 | Clas.                    | N°                      | Ciclista                | Clas.                   | N°                                | Ciclista                          | Clas.                             |
| 211                      | Rudy Barbier             | R                        | 221                     | Enzo Boulet             | R                       | 231                               | Edouard Bonnefoix                 | 71°                               |
| 212                      | Anthony Maldonado        | 44°                      | 222                     | Noa Isidore             | 34°                     | 232                               | Paul Hennequin                    | 37°                               |
| 213                      | Nicolas Debeaumarché     | 86°                      | 223                     | Maël Guégan             | 11°                     | 233                               | Jonathan Couanon                  | 23°                               |
| 214                      | Théo Delacroix           | 45°                      | 224                     | Jordan Jegat            | 95°                     | 234                               | Jean Goubert                      | R                                 |
| 215                      | Flavien Maurelet         | R                        | 225                     | Nolann Mahoudo          | 83°                     | 235                               | Jean-Louis Le Ny                  | 94°                               |
| 216                      | Florian Rapiteau         | 91°                      | 226                     | Emmanuel Morin          | 64°                     | 236                               | Julian Lino                       | R                                 |
| 217                      | Thomas Gachignard        | 90°                      | 227                     | Jon Rye-Johnsen         | 61°                     | 237                               | Damien Girard                     | 56°                               |